# الغواصة الألمانية يو-24 (1936)
غواصة يو-24 غواصة يو بوت ألمانية من الفئة الثانية بي بنيت ل سلاح بحرية ألمانيا النازية كريغسمارينه، في أحواض بناء السفن الألمانية التابع لفريدريش كروب في كيل خلال الحرب العالمية الثانية. 
تم إطلاقها في 21 أبريل 1936.